# Родионов, Сергей Петрович
Родионов Сергей Петрович (26 сентября [8 октября] 1898, Сергиев Посад, Московская губерния — 2 мая 1961, Киев) — советский учёный, геолог-петрограф, исследователь месторождений железных руд Украины, доктор геолого-минералогических наук (1947), профессор (1947), член-корреспондент АН УССР (1951).

## Биография
Родился 26 сентября (8 октября) 1898 года в Сергиевском посаде в крестьянской семье. До 1914 года учился в городском училище.
В 1918 году вступил добровольцем в Красную армию, прошёл путь от рядового до полковника — командира батальона связи. Член РКП(б) с 1919 года.
После окончания гражданской войны С. П. Родионов находился на военной службе в Екатеринославской губернии и параллельно заочно учился на геологоразведочном отделении Екатеринославского горного института. В 1929 году получил диплом горного инженера-геолога, начал работать ассистентом на кафедре минералогии в кристаллографии этого же института.
В 1931 году назначен директором и главным инженером Криворожской геологоразведочной базы. В 1931—1935 годах — заведующий кафедрой в Криворожском горнорудном институте. В 1935 году перешёл на работу в Киев на должность начальника научно-исследовательского сектора геологического управления, где обрабатывал материалы по Криворожскому железорудному бассейну, читал курсы по кристаллографии в Киевском горно-геологическом институте и Киевском геологоразведочном техникуме.
В 1938 году Сергей Петрович перешёл на научную работу в Институт геологических наук АН УССР, где возглавил отдел Большого Кривого Рога. В мае 1939 года защитил кандидатскую диссертацию на тему «Кременчугский железорудный бассейн», назначен заместителем директора по научной работе Института геологических наук.
С августа 1941 года на фронтах Великой Отечественной войны, командовал отдельным сапёрным батальоном на Северо-Западном, Сталинградском и 4-м Украинском фронтах. В конце 1944 года отозван из армии и назначен главным геологом Украинского геологоразведочного управления.
В 1946 году Сергей Петрович возвращается к научной работе в Институт геологических наук АН УССР. В 1946—1961 годах занимал должность директора геологического музея института, где по его инициативе был основан отдел региональной геологии. В этот же период защищает докторскую диссертацию на тему «Метаморфизм кристаллических сланцев Большого Кривого Рога». В 1945—1952 годах возглавлял кафедру минералогии и кристаллографии, а в 1949—1957 годах был деканом геологического факультета Киевского университета.
Из-за тяжёлой болезни и перенесённой операции Сергей Родионов жил с одним лёгким. Умер 2 мая 1961 года в Киеве, похоронен на Байковом кладбище.

## Научная работа
Опубликовал около 100 научных работ. Наряду с исследованиями железорудных формаций Украины занимался изучением архейских образований Украинского щита, в том числе пород тетерево-бугской серии, в которую входили чарнокитовый комплекс и карбонатные интрузии.
Профессор Родионов впервые охарактеризовал геологическое строение нового Кременчугского железорудного бассейна. В последних своих работах учёный пришёл к выводу, что расположение железорудных формаций в докембрийских породах Украины обусловлены в основном развитием саксаганской геосинклинали, начиная с фазы осадконакопления в ней и заканчивая процессами магматизма и метаморфизма в горообразовательной фазе.
Особый интерес представляют работы профессора Родионова, связанные с историей развития геологических наук, в которых освещается история учредителей и учеников киевской школы геологов — Эрнеста Гофмана, Константина Феофилактова, Павла Тутковского, Василия Тарасенко, Петра Чирвинского, Владимира Лучицкого.
Сергей Родионов консультировал многие производственные геологические организации, был участником всесоюзных геологических совещаний, участник XX и XXI международных горных конференций.

### Научные труды
- Железорудные месторождения Украины (1939);
- Геологическая интерпретация магнитных аномалий Большого Кривого Рога (1941);
- Орехово-Запорожский комплекс кристаллический сланцев (1946);
- Контактные процессы Кривого Рога (1948);
- Прогнозная карта Большого Кривого Рога (1949);
- Ингулецкий кристаллический комплекс (1950);
- Закономерности размещения формаций в докембрии УССР (1954);
- Железные руды УССР (1958);
- Ксенолиты скарноидов в Гниванский гранитоидах (1957);
- Пегматиты чарнокитов Подолии (1958);
- Генезис чарнокитов Украины (1958).

### Издания
- Вулканы и землетрясения (1947);
- Происхождение железной руды и способы её обработки (1947);
- Каменный уголь (1948);
- Геологические науки в Киевском университете (XIX и начало XX века). Очерки по истории геологических знаний (1954);
- Геологическое прошлое Украины и богатства её недр (1955);
- Как люди узнали о внутреннем строении Земли (1956);
- В глубоких недрах Советской Украины (1958).

## Награды
- Орден Красной Звезды;
- Орден Отечественной войны 1-й степени;
- Орден Трудового Красного Знамени;
- медали.

## Память
В Букском каньоне Черкасской области именем учёного названа одна из скал — скала Родионова.